# Адеркас, Борис Антонович
Борис Антонович Адеркас  (нем. Berend Otto von Aderkas; 1775 — 22 июня [4 июля] 1831, Воронеж) — Псковский и Воронежский губернатор.

## Биография
Происходил из остзейского рода Адеркас; был пятым сыном в семье эзельского судьи и владельца имения Педдаст в Эстляндии Отто Фабиана Адеркаса (1739—1796) и Марии Шарлотты Пейтманн (1736—1814). Был младшим братом генерала Андрея Антоновича Адеркаса (1770—1840).
После окончания Шляхетского кадетского корпуса в Петербурге, в 1793 году был выпущен поручиком в Финляндский Егерский батальон. После его расформирования переведён в Севский мушкетерский полк, с которым участвовал в подавлении Польского восстания 1794 года. В 1798 году произведён в капитаны. В составе корпуса Римского-Корсакова принял участие в сражении под Цюрихом 14 сентября 1799 года, и был произведен в майоры.
В 1804 году был назначен адъютантом к генералу Ф. Буксгевдену и отличился в сражении при Аустерлице, за что был награждён орденом Св. Владимира 4-й степени с бантом; с 1806 года — подполковник. В 1807 году был вынужден подать в отставку вместе с Буксгевденом и поступил частным приставом в полицию Санкт-Петербурга.
30 июля 1810 года назначен младшим полицмейстером, в должности которого и оставался весь период Наполеоновских войн. Был награждён орденами Св. Анны 2-й степени и Св. Владимира 3-й степени. В 1812 году был произведён в полковники, в 1816 году — в генерал-майоры; назначен гражданским губернатором Пскова с переименованием в действительные статские советники. В 1825 году осуществлял надзор за А. С. Пушкиным и имел с ним личную переписку.
Во время коронации Николая I в 1826 году получил из рук императора рескрипт и знаки ордена Св. Анны 1-й степени. В том же году был назначен гражданским губернатором Воронежа, где и скончался во время эпидемии холеры 22 июня (4 июля) 1831 года.

## Семья
Был трижды женат и имел девять детей. В первом браке (с 18.12.1800), с Христиной-Марией Ленартцен родились: Константин-Фридрих (1802—1842), Мария-Эмилия (1803—?), Фридрих (1805—1861); во втором браке (с 15.03.1808), с Доротеей-Каролиной Петерсон — Мария (1808—?), Александр (1811—?), Антуанетта-Доротея (1814—?). Его третьей женой в 1817 году стала Эмилия-Вильгемина Петерсон (1794—1859), которая родила ещё трёх детей: Жермина (1822—?), Эдуард (1824—1867) и Екатерина (1830—1853). 